# 別れさせ屋
別れさせ屋（わかれさせや）は、交際している者（夫婦や恋愛に限らず）を別れさせたい、あるいは別れたいと希望した者達を別れさせることに協力するサービスの呼称。

## 日本

### 概要
顧客がターゲットに付け、会社の秘密を従業員がターゲットとの関係を開始し、他の決定的な証拠をつかもうとするとされている。これは離婚訴訟ではほとんどの場合不倫の証拠を収集するため、従業員が相手に恥をもたらして別れを導く他に、配偶者の恋人から離れさせるためで、誘惑に至るまでの目的にも使用することができるとされている。またはその関係を築かせ壊していくとされている。

### 事例
これらの機関の活動は2000年ごろに最初に広く報告され、2001年には日本のテレビネットワークのひとつ日本テレビはドラマシリーズで別れさせ屋をテーマにしたドラマ「別れさせ屋」を放映した。2005年には日本にそのような会社が約12社あったが、インターネットを通じてサービスを提供する会社が以降増えているとされている。2010年にインターネット検索によると、約270の「別れさせ屋」機関を見つけたとされている。同年に別れさせ屋をしていた男が殺人などの容疑で懲役15年が言い渡されたことが報じられた。

## ドイツ
ドイツ・ベルリンのセパレート・エージェンシー社（Separation Agency）が「別れさせ屋」として紹介されたことがある。
セパレート・エージェンシー社の業務の内容は、友達でいるよう電話で伝える、2度と連絡しないよう相手に伝える、別れの手紙を相手方に送る、依頼人に代わって相手方を訪問して別れたがっていることを伝えるの4つの中から選択するもの。